# احمد عواد (بازیکن فوتبال)
احمد عواد (عربی: أحمد عواد محمد؛ زادهٔ ۱ ژوئن ۱۹۹۲) بازیکن فوتبال اهل فلسطین است.
از باشگاه‌هایی که در آن بازی کرده است می‌توان به باشگاه فوتبال دالکورد و باشگاه فوتبال ورنمو اشاره کرد.
وی همچنین در تیم ملی فوتبال فلسطین بازی کرده است.